# Allemans-du-Dropt
Allemans-du-Dropt är en kommun i departementet Lot-et-Garonne i regionen Nouvelle-Aquitaine i sydvästra Frankrike. Kommunen ligger i kantonen Lauzun som tillhör arrondissementet Marmande. År 2022 hade Allemans-du-Dropt 486 invånare.

## Befolkningsutveckling
Antalet invånare i kommunen Allemans-du-Dropt
| Referens: INSEE |